# 伞房香青
伞房香青（学名：Anaphalis corymbifera）是菊科香青属的植物，为中国的特有植物。分布在中国大陆的云南等地，生长于海拔3,000米至3,200米的地区，见于亚高山草地及荒地，目前尚未由人工引种栽培。